# 石阪丈一政治資金パーティー事件
石阪丈一政治資金パーティー事件（いしざかじょういちせいじしきんパーティーじけん）は東京都町田市長選挙へ立候補する意欲を示した元横浜市港北区長である石阪丈一が政治資金パーティーを開く際に横浜市幹部が他幹部らに対して参加を呼び掛けるメールを送信した事件。

## 概要
2005年9月30日に港北区長を退職した元横浜市幹部の石阪丈一が町田市長選挙へ立候補する意欲を示す中で同年11月29日に横浜市の副市長や市長室長らが発起人となって、横浜市内のホテルで石阪の政治資金パーティーが開かれ、中田宏横浜市長も出席した。その際に11月5日と11月14日に横浜市市長室長と石阪の長女が横浜市幹部約80人に政治資金パーティーへの参加を呼び掛けるメールを送信した。
しかし、横浜市市長室長名義で他幹部に政治資金パーティーの参加を呼び掛ける行為が政治資金規正法の禁止する「公務員の地位利用」に該当する可能性が2006年2月に浮上し、町田市長選挙投票日6日前の同年2月20日頃に献金分約110万円を返金した。
石阪は2005年9月に横浜市役所を退職しているため、直接的には「公務員の地位利用」にはならないが、横浜市幹部へ政治資金パーティーへの参加を呼び掛けるメールの文案について関わったとされ、政治資金規正法では「公務員がしてはならない行為」を公務員に求めることを禁止しており、石阪はこれに該当するとされて捜査対象となった。これらの問題は2006年3月10日に発覚し、世間に広く知られるようになった。
捜査機関によって7月16日に町田市役所や石阪の自宅への強制捜査と石阪を始めとする関係者への事情聴取が行われた。捜査の結果、メール送信名義人の元市長室長や実際にメールを送信した石阪の長女だけでなく、町田市長である石阪もメール文案に関わったとして政治資金規正法違反で書類送検となった。なお、横浜市長室長以外の発起人だった横浜市の副市長と収入役は「地位利用の認識がなかった」として立件が見送られた。
書類送検されたことで石阪が起訴される可能性が濃厚になると、政治資金規正法違反は罰金以上の刑事罰が確定すれば原則として公民権が最長5年間停止となり、石阪が町田市長を続けられない可能性が報じられていた。2006年8月8日に検察は石阪と元市長秘書室長の2人を略式起訴し、石阪の長女は起訴猶予となった。横浜簡裁は石阪と元市長秘書室長の2人に罰金30万円の判決を言い渡した。検察は石阪に「公民権停止2年が相当」とする意見をつけたが、横浜簡裁は政治資金規正法の「公民権停止規定を情状により適用しないことができる」とする条文を適用し、情状面を考慮して公民権停止を見送った。横浜地検刑事部長の若狭勝は「公民権停止は公職選挙法違反に厳格に適用されるが、政治資金規正法はそこまでの厳格さを持っていない。簡裁の判断は2つの法律を踏まえたもので尊重したい。」と述べ、正式裁判を請求しなかったことで石阪は公民権停止しないことが確定した。政治資金規正法違反による罰金刑以上の公民権停止規定は1995年に制定・施行されたが、公職在任中の政治家が政治資金規正法違反で罰金刑以上が確定して公民権停止されずに政治家を続投できたのは石阪が初めてとなった。
横浜市は219人の職員に聞き取り調査を行い、「一部の職員が事前に問題があるとしながらも事件に関わった幹部が政治資金規正法違反の疑いがあることを明白に認識できずに職責について自覚が足りず、専門知識を持つ選挙管理委員会等も問題点を指摘しなかった」「市長室長がパーティーに関する事務を取り仕切っていたことから、中田市長の了解のもとパーティーへの参加や個人献金の取りまとめメールが送信されたとの誤解を職員に与えた」とする報告書を市議会に提出した。
8月31日に横浜市は元横浜市長室長を停職9ヶ月、横浜市長の中田を減給3カ月（10分の5）、副市長3人と収入役を減給2、3カ月（10分の3）とし、特別職5人の減給処分及び一般職7人の懲戒処分を含め、計88人に及ぶ大量処分となった。なお、横浜市が問題の発覚後に職員に処分を行おうとした際に審査を行う分限懲戒審査委員会では9人のメンバー全員がパーティーの発起人等で事件に関わっており「（処分対象となる）当事者が議事に関与できない」とする規定により、メンバー全員を交代しなければならないことが報じられていた。
また、9月1日に町田市長の石坂は市長報酬3割を半年間カットとなった。